# António José da Rocha Couto
António José da Rocha Couto, S.M.P. (Vila Boa do Bispo, Marco de Canaveses, 18 de Abril de 1952) é um bispo português, atualmente bispo da Diocese de Lamego.

## Biografia
Natural da Diocese do Porto, entrou no Seminário de Tomar a 2 de Outubro de 1963, da Sociedade Portuguesa das Missões Ultramarinas, hoje Sociedade Missionária da Boa Nova. Foi ordenado em Cucujães, em 3 de Dezembro de 1980.
Os primeiros anos de sacerdócio foram vividos no Seminário de Tomar, acompanhando os alunos do 11.º e 12.º anos. No ano lectivo de 1981-1982 foi Professor de Religião e Moral Católica na Escola de Santa Maria do Olival, em Tomar. Em 1982 fez o curso de Capelães Militares, na Academia Militar, e foi nomeado capelão militar do Batalhão de Serviço de Material, do Entroncamento, e, pouco depois, também da Escola Prática de Engenharia, de Tancos.
Transferiu-se depois para Roma, para a Pontifícia Universidade Urbaniana, onde, em 1986, obteve a licenciatura canónica em Teologia Bíblica. Na mesma Universidade obteve, em 1989, o respectivo Doutoramento, depois da permanência de cerca de um ano em Jerusalém, no Studium Biblicum Franciscanum.
No ano letivo de 1989-1990 foi professor de Sagrada Escritura no Seminário Maior de Luanda. Regressou então a Portugal, e foi colocado no Seminário da Boa Nova, de Valadares, com o encargo da formação dos estudantes de teologia. É professor da Faculdade de Teologia da Universidade Católica Portuguesa, núcleo do Porto, desde o ano letivo de 1990-1991. 
De 1996 a 2002 foi Reitor do Seminário do Seminário da Boa Nova, de Valadares. Foi também Vigário Geral da Sociedade Missionária da Boa Nova de 1999 a 2002, ano em que foi eleito Superior Geral da mesma Sociedade Missionária da Boa Nova. Em 2004, foi nomeado pelo Papa João Paulo II membro da Congregação para a Evangelização dos Povos.
Recebeu a nomeação episcopal a 6 de Julho de 2007. A ordenação episcopal decorreu a 23 de Setembro de 2007 em Cucujães e foi realizada por D. Jorge Ortiga, D. Manuel Clemente e D. António Marto. Para além de bispo-auxiliar da Arquidiocese de Braga, também foi nomeado bispo-titular da Diocese de Azura. O seu lema episcopal é: "Vejo um ramo de amendoeira" (Jer 1,11)
D. António Couto é colaborador do Programa Ecclesia (RTP2), da Igreja Católica, tendo colaborado regularmente desde 2003, na sua qualidade de biblista.
É autor de vários livros e autor de inúmeros artigos em enciclopédias, colectâneas e revistas.
Foi nomeado Bispo de Lamego a 19 de Novembro de 2011 pelo Papa Bento XVI, substituindo D. Jacinto Botelho no governo da diocese, por este ter atingido o limite de idade imposto pelo Código de Direito Canónico.
Entrou solenemente nesta diocese a 29 de Janeiro de 2012 como D. António (VI) José da Rocha Couto.

## Ligações Externas
- CATHOLIC HIERARCHY: D. António da Rocha Couto
- Arquidiocese de Braga
- Leigos Boa Nova: D. António da Rocha Couto